# Таш-Добо (Нарынская область)
Таш-Добо (кирг. Таш-Дөбө) — село в Жумгальском районе Нарынской области Кыргызстана. Входит в состав айылного аймака Тугол-Сай.

## География
Село расположено в северо-западной части области, на левом берегу реки Тюгель-Сай (правый приток Джумгала), на расстоянии приблизительно 23 километров (по прямой) к северо-востоку от села Чаек, административного центра района.

## История
До 2023 года село являлось административным центром и единственным населённым пунктом ныне упразднённого айылного аймака Таш-Добо.

## Население
Согласно оценочным данным Национального статистического комитета Кыргызской Республики, численность населения села на начало 2023 года составляла 2036 человек.
| год     | 2009 | 2014 | 2015 | 2020 | 2021 | 2023 |
| ------- | ---- | ---- | ---- | ---- | ---- | ---- |
| человек | 1627 | 1877 | 1920 | 2046 | 2038 | 2036 |